# مستشفى الأطفال في فيلادلفيا
مستشفى فيلادلفيا للأطفال (بالإنجليزية: Children's Hospital of Philadelphia CHOP)، ويعرف اختصاراً بـ CHOP، هو مستشفى للأطفال في فيلادلفيا، بنسلفانيا. يقع الفرع الرئيسي في حي يونيفرسيتي سيتي في غرب فيلادلفيا على حرم جامعة بنسلفانيا. يحتوي المستشفى على 594 سريرًا وأكثر من مليون زيارة سنوية للمرضى (داخليين وخارجيين). يعتبر المستشفى أحد أكبر وأقدم مستشفيات الأطفال في العالم وأول مستشفى مخصص للرعاية الصحية للأطفال.
صنّف المستشفى كأفضل مستشفى للأطفال في الولايات المتحدة من قبل تقرير يو إس نيوز آند وورد ريبورت ومجلة Parents منذ عام 2020 حتى عام 2020، كان يحتل المرتبة الأولى في البلاد وفقًا لتقرير يو إس نيوز آند وورد ريبورت في ثلاث من عشر تخصصات. يعالج المستشفى الرضع والأطفال والمراهقين والشبان والشابات في الفئة العمرية بين 0-21 عامًا.
يعالج المستشفى أيضًا البالغين الذين سيستفيدون من الرعاية البيداغوجية المتقدمة. يقع المستشفى بجوار جامعة بنسلفانيا، وأطباؤه يعملون في قسم الطب النفسي بكلية الطب بجامعة بنسلفانيا.

## تاريخه

### المستشفى الأول 1855–1866
في عام 1855، كانت فيلادلفيا تضم سكانًا يبلغ عددهم حوالى 460،000 نسمة، وسُجلت 10,507 حالة وفاة. وكانت أسباب الوفاة الرئيسية هي الجدري والتيفوئيد والحمى القرمزية. في أسوأ شهر في عام 1855، توفي 300 طفل تحت سن 12 عامًا، بشكل رئيسي بسبب الأمراض المعدية. استلهم الطبيب في فيلادلفيا، الدكتور فرانسيس ويست لويس، بعد زيارة له إلى مستشفى جريت أورموند ستريت الجديد في لندن ( الذي تأسس عام 1852)، الدكتورين تي. هيوسون باش، وآر. إيه. إف. بينروز، لتأسيس أول مستشفى للأطفال في أمريكا الشمالية.

في 23 نوفمبر 1855، ظهر الإعلان الصغير التالي في دفتر الأستاذ العام بفيلادلفيا:
المستشفى للأطفال - الكائن على شارع بلايت، الذي يمتد من بين إلى لومبارد، تحت برود، مفتوح الآن لاستقبال المرضى. سيجري استقبال الأطفال الذين يعانون من الأمراض الحادة والحوادث مجانًا. كما أن هناك صيدلية ملحقة بالمستشفى لعلاج الأطفال المرضى، وستكون مفتوحة في نفس المكان يوميًا (باستثناء يوم الأحد) من الساعة 11 صباحًا حتى الساعة 12 ظهرًا، حيث ستتقدم النصائح والأدوية مجانًا.
الموقع الأول للمستشفى الأصلي للأطفال كان في مبنى صغير على شارع بلايت (الآن واتس ستريت). كان المستشفى يتألف من 12 سريرًا وصيدلية. في تلك السنة، قاموا بتسجيل 67 حالة دخول للمرضى و 306 زيارة للمرضى الخارجيين.

### المستشفى الثاني 1866-1916
نقل مستشفى الأطفال إلى شارع 22 بين شارع لوكست وشارع والنات بعد الحرب الأهلية الأمريكية. كان هذا المستشفى يتألف من 35 سريرًا وصيدلية. كانت هذه المستشفى الثانية هي موقع أول عملية جراحية في مستشفى الأطفال في فيلادلفيا، والتي أجريت لأول مرة بحلول عام 1870. بالإضافة إلى ذلك، عُيّن أول طبيب إقامة في مستشفى الأطفال في عام 1873، وبدأ التدريس الطبي الرسمي في العيادات الطبية والجراحية في عام 1877.
في بداية تاريخ مستشفى الأطفال في فيلادلفيا، فُتِح مرفق للعناية طويلة الأجل ("التعافي") كفرع للمقاطعة بالقرب من أوفربروك. في عام 1899، أغلِقَ مرفق التعافي التابع للمقاطعة ونقل البرنامج والمرضى إلى منزل سيشور بالقرب من مدينة أتلانتيك سيتي، نيو جيرسي. لاحقًا، خضع مستشفى الأطفال لتوسيع ورُفعت الطاقة إلى 94 سريرًا بحلول عام 1892.
- افتتحت مدرسة التمريض، مدرسة إنجرسول للتدريب، عام 1894.
- في عام 1900 أنشئ مختبر كاثروود للحليب.
- وفي عام 1914 أنشئ أول قسم للوقاية من الأمراض في البلاد.[19]

### المستشفى الثالث 1916–1974
بدأ البناء المجاور للمستشفى الثاني عام 1913، وافتتحت الوحدة الأولى عام 1916، وتمتد نحو شارع 18 وشارع بينبريدج.
في عام 1919، أصبح المستشفى متفرعًا إلى كلية الطب بجامعة بنسلفانيا. أصبحت الرابطة تتحدث أكثر قربًا على مدى السنوات الـ 17 التالية، حيث أصبح مستشفى الأطفال متماثلًا لقسم طب الأطفال في كلية الطب، مع تعيين معظم الأطباء الحاضرين بشكل مشترك في كلتا المؤسستين.
- في عام 1925، أصبح المستشفى تابعًا لعيادة فيلادلفيا لإرشاد الطفل.
- طُوّر لقاح السعال الديكي ( السعال الديكي ) لأول مرة.
- سُجِّل أول تخصيص رسمي للأموال للبحث في عام 1937.
- استخدمت أول حاضنة مغلقة لحديثي الولادة.
- حلّت مدرسة التمريض في عام 1945 وتحويلها إلى مركز تدريب تابع.
- خُصِّص مبنى أبحاث مكون من ستة طوابق بجوار المستشفى في عام 1954.
- في عام 1962 تحت قيادة الدكتور سي إيفريت كوب (الذي أصبح لاحقًا جراحًا عامًا)، افتتح أول وحدة للعناية المركزة لحديثي الولادة (NICU) في البلاد، إلى جانب وحدة جراحية جديدة لحديثي الولادة.[20]
- وفي عام 1965 أنشئ أول برنامج للرعاية المنزلية للأطفال.
- افتتح مركز للأبحاث السريرية تحت رعاية المعاهد الوطنية للصحة في عام 1965.

في عام 1967، بعد سنوات من التحريك من قبل الطبيب وأخصائي تخدير المستشفى، الدكتور جون داونز، افتتحت وحدة العناية المركزة للأطفال (PICU) في مستشفى فيلادلفيا للأطفال، وهي أول وحدة من نوعها في الولايات المتحدة. كان داونز مستوحى من وحدات العناية المركزة للأطفال والبالغين في أوروبا وأراد فتح وحدة متطورة في فيلادلفيا لرعاية أطفال الأمراض الخطيرة. قبل إنشاء وحدة PICU في مستشفى فيلادلفيا للأطفال، كان يُعتنى بالأطفال الذين يحتاجون إلى رعاية متقدمة غالبًا في أقسام الجراحة وغرف الانتعاش. كان معظم هؤلاء الأطفال يجري رعايتهم بواسطة أطباء تخدير في غرفة الانتعاش.

### المستشفى الرابع منذ عام 1974
بدأ بناء المستشفى الجديد على موقع جديد في الجهة الغربية لنهر Schuylkill عند شارع 34 وشارع سيفيك سنتر، المجاور لحرم جامعة بنسلفانيا. افتتح المبنى الأول في عام 1974. يحتل مجمع مستشفى الأطفال الحالي جزءًا من موقع المستشفى العام في فيلادلفيا القديم ودار العجزة Blockley.
افتتح نظام نقل طائرات الهليكوبتر للأطفال المصابين بأمراض خطيرة والمصابين عام 1973.

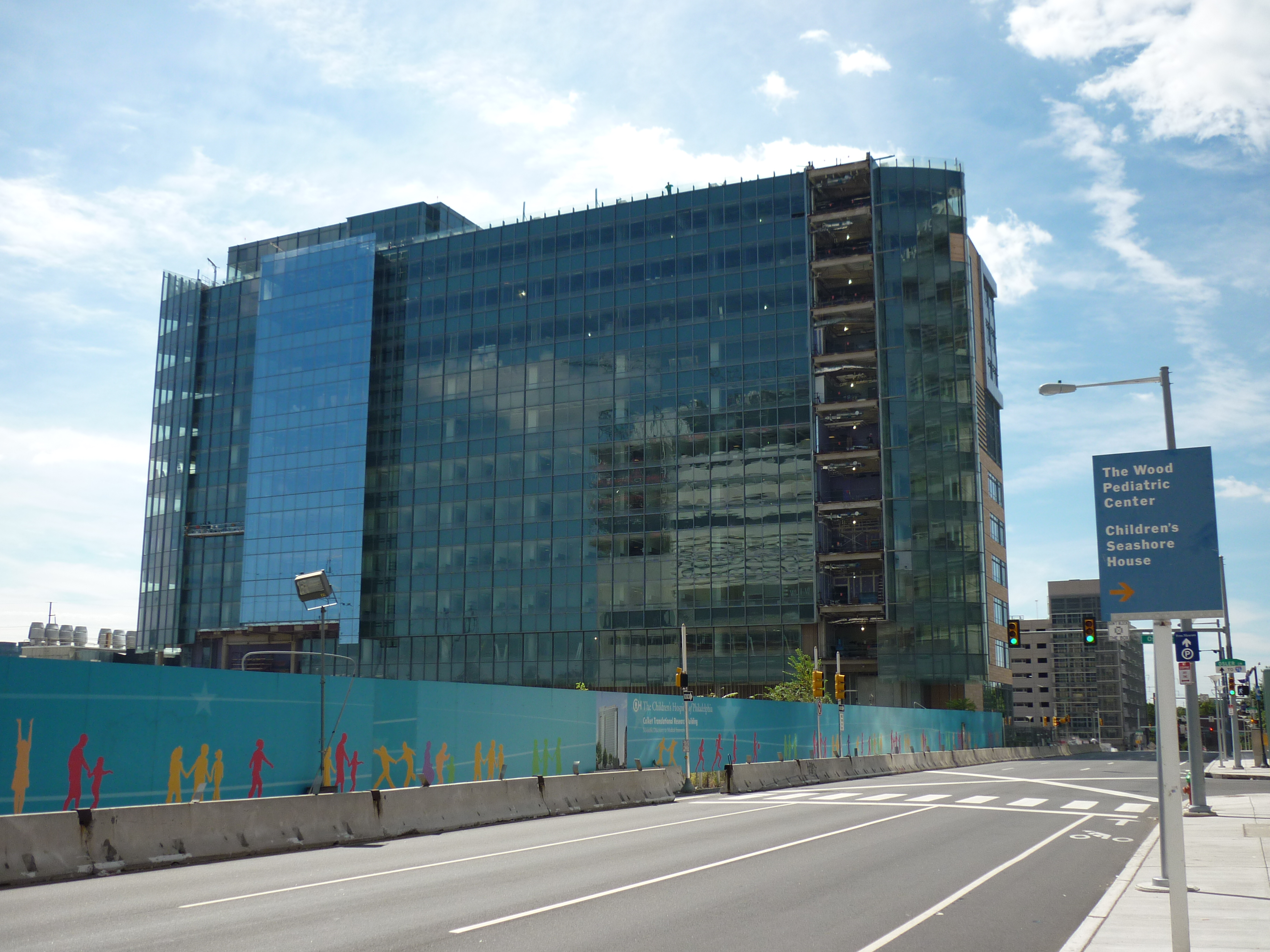
مبنى كولكيت للأبحاث التحويلية، قيد الإنشاء في عام 2009

تمهيدًا والتقدم في الرعاية الطبية للأطفال الذي ابتكر في مستشفى الأطفال في فيلادلفيا (CHOP) يشمل أول تدريب طبي رسمي في طب الأطفال، وتقنيات لتصحيح تشوهات القلب الخلقية، وأجهزة الحضانة لرعاية الأطفال الرضع الذين يحتاجون إلى رعاية مكثفة، والرعاية بوحدات التهوية المنزلية، وتطوير اللقاحات.
في أكتوبر 2006، كان مركز الطوارئ في مستشفى الأطفال في فيلادلفيا واحدًا من المستشفيات المستقبلة لضحايا إطلاق النار في مدرسة وست نيكل ماينز، حيث عولجت بعض الضحايا الأطفال الذين نُقلوا جواً إلى المستشفى.
مستشفى الأطفال في فيلادلفيا يقع في حي جامعة فيلادلفيا، ومنذ عام 2001 بدأ في توسيع بتكلفة تصل إلى 1.5 مليار دولار، مما أدى إلى ضعف حجم المستشفى، بالإضافة إلى بناء أكثر من مليون قدم مربع (93,000 متر مربع) من مرافق البحث والعيادات الخارجية على موقع كبير بمساحة ثمانية فدادين (3.2 هكتار) جنوب المستشفى الرئيسي على شارع سيفيك سنتر بوليفارد. يشمل التوسيع في الجنوب مبنى أبحاث كولكت للبحوث الترجمية بارتفاع أحد عشر طابقًا، والذي يوفر مساحة مختبرات لمركز أبحاث سرطان الطفولة ومركز العلاج الخلوي والجزيئي. كما يتضمن الموقع الجديد في الجنوب موقفًا للسيارات تحت الأرض ومبنى رعاية مكملة يقدم خدمات خارجية.
يقع هذا التوسع بجوار مبنى النظام الصحي بجامعة بنسلفانيا، لمركز بيرلمان للطب المتقدم، ومركز روبرتس للعلاج بالبروتون في الحرم الجامعي الجنوبي.
في 1 يوليو 2015، أصبحت مادلين بيل، التي كانت في وقت سابق رئيسة ومديرة التشغيل في مستشفى الأطفال في فيلادلفيا، رئيسة تنفيذية ورئيسة للمستشفى. حلت محل الدكتور ستيفن إم. ألتشولر، الذي اعتزل بعد 15 عامًا كرئيس تنفيذي. أعلنت مجلس أمناء مستشفى الأطفال ذلك في 14 مايو. في نفس العام، في أكتوبر 2015، افتتحت توسعة مركز الرعاية المتخصصة ومركز الجراحة الخارجية في وادي برانديواين، وهي توسعة بمساحة 44,000 قدم مربعة (4,100 متر مربع).
في مايو 2020، وسط جائحة كوفيد-19 لعام 2020، بدأ مستشفى الأطفال في فيلادلفيا في تقديم زيارات رعاية الأطفال عن بُعد لجميع الأطفال من العمر 0-21 في جميع أنحاء ولاية بنسلفانيا ونيو جيرسي ونيويورك وديلاوير، سواء كان الطفل مريضًا في المستشفى أم لا.

## مرافق
يحتوي مستشفى الأطفال في فيلادلفيا على 594 سريرًا، تخصص نحو 40 في المائة منها للعناية بالأطفال الرضّع والقلب والعناية الحثيثة بالأطفال. كل عام، يُقبل أكثر من 28،000 طفل في المستشفى، ويعاين أكثر من 1.167 مليون طفل في قسم الطوارئ وأقسام العيادات الخارجية.

### خطط التوسع

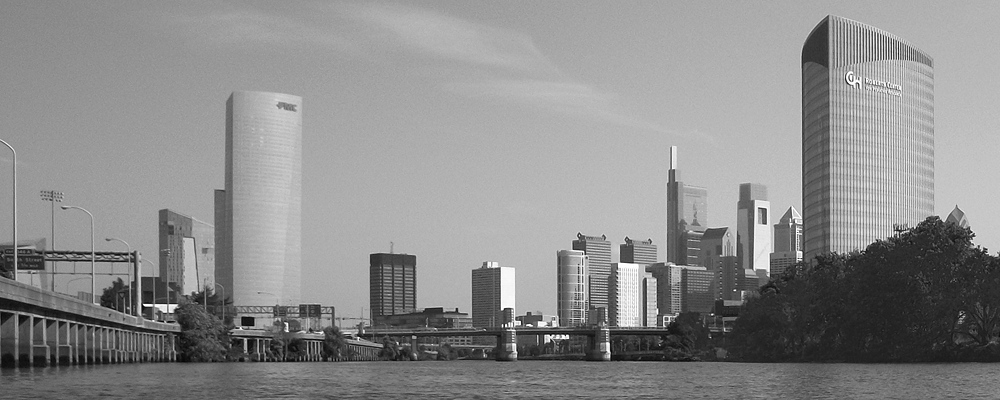
يقع مركز روبرتس لأبحاث طب الأطفال على اليمين.

وضع المستشفى خطة للتوسع تشمل أربعة مبانٍ على طول جادة "شويلكيل"، على الجهة الشرقية لنهر "شويلكيل". البناية الأولى، وهي برج يبلغ ارتفاعه 375 قدمًا (114 م) يُسمى مركز روبرتس للبحوث الطبية الأطفال، أو برج أبحاث مستشفى فيلادلفيا للأطفال، بنيت بين عامي 2015 و 2017 على شارع شويلكيل 700، بعنوان 2716 ساوث ستريت.

### بيت شاطئ البحر للأطفال

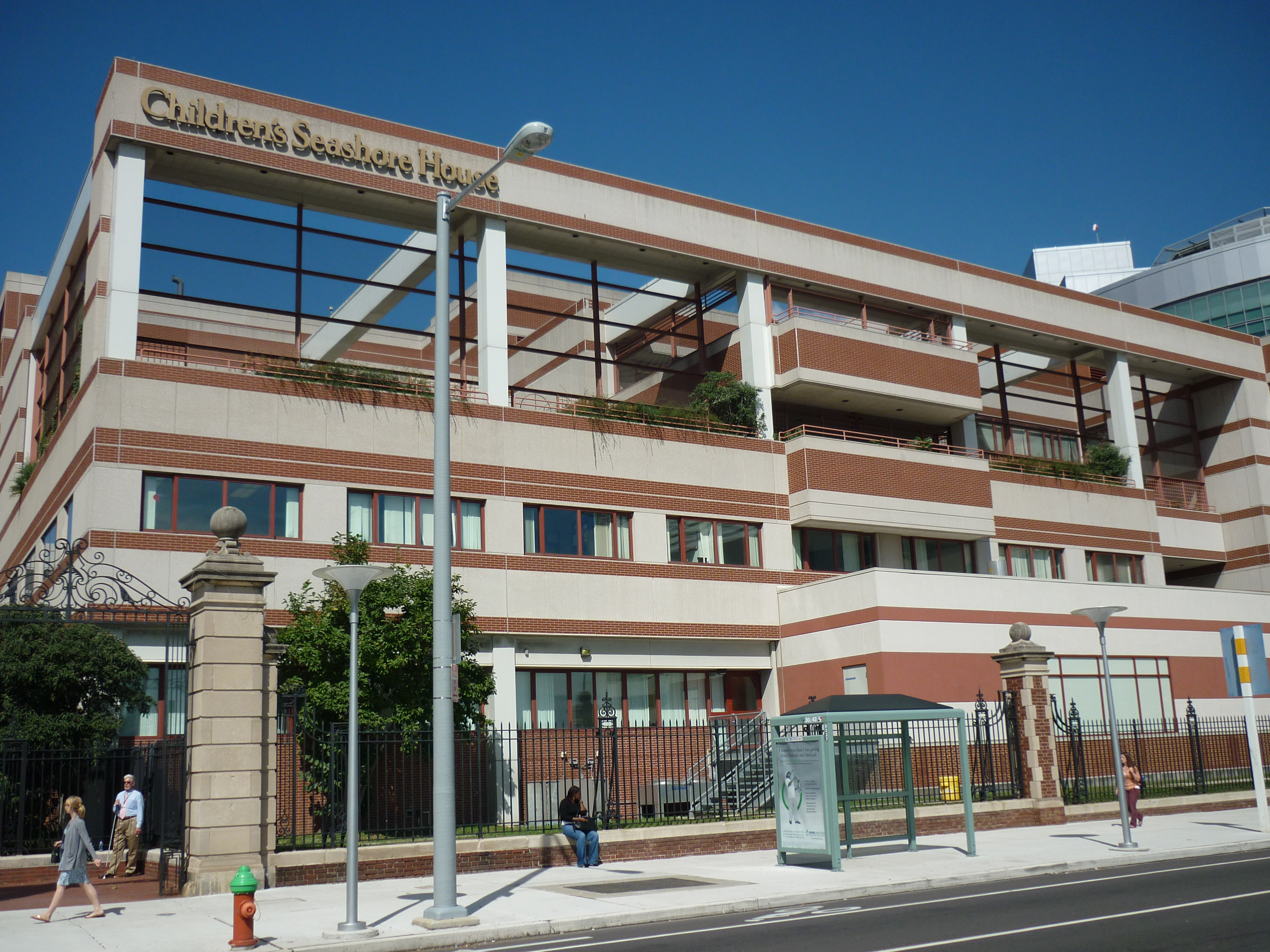
بيت الأطفال على شاطئ البحر، الموقع الحالي

تأسست "شايلدرنز سيشور هاوس" في عام 1872 بالقرب من مدينة أتلانتيك سيتي، نيو جيرسي كمكان لتلقي الأطفال علاجًا تأهيليًا. انتقل المستشفى إلى موقعه الحالي بجوار مستشفى فيلادلفيا للأطفال في عام 1990، وجرى الاستحواذ عليه من قبل المستشفى عام 1998، حيث يحتوي المستشفى حاليًا على 45 سريرًا. يقدم حاليًا رعاية للأطفال ذوي الإعاقات التنموية والأمراض المزمنة سواء كانوا في داخل المستشفى أو خارجه.

### مركز برجر للرعاية المتقدمة للأطفال
في عام 2015، افتتح مركز بيرغر للرعاية البيداغوجية المتقدمة ونقل معظم خدمات المرضى الخارجيين إلى المبنى. الإضافة هي مبنى بارتفاع 12 طابقًا وبمساحة 700,000 قدم مربع (65,000 متر مربع)، مع موقف سيارات تحت الأرض يتسع لـ 1500 سيارة مباشرة. يتكون المبنى المؤلف من أشكال مكدسة ومجموعة من الألوان الرئيسية، ويقدم المبنى الذي يتألف من 12 طابقًا وجناح بارتفاع 6 طوابق بيئة تفاعلية للعلاج.

### جناح عائلة الوسيط

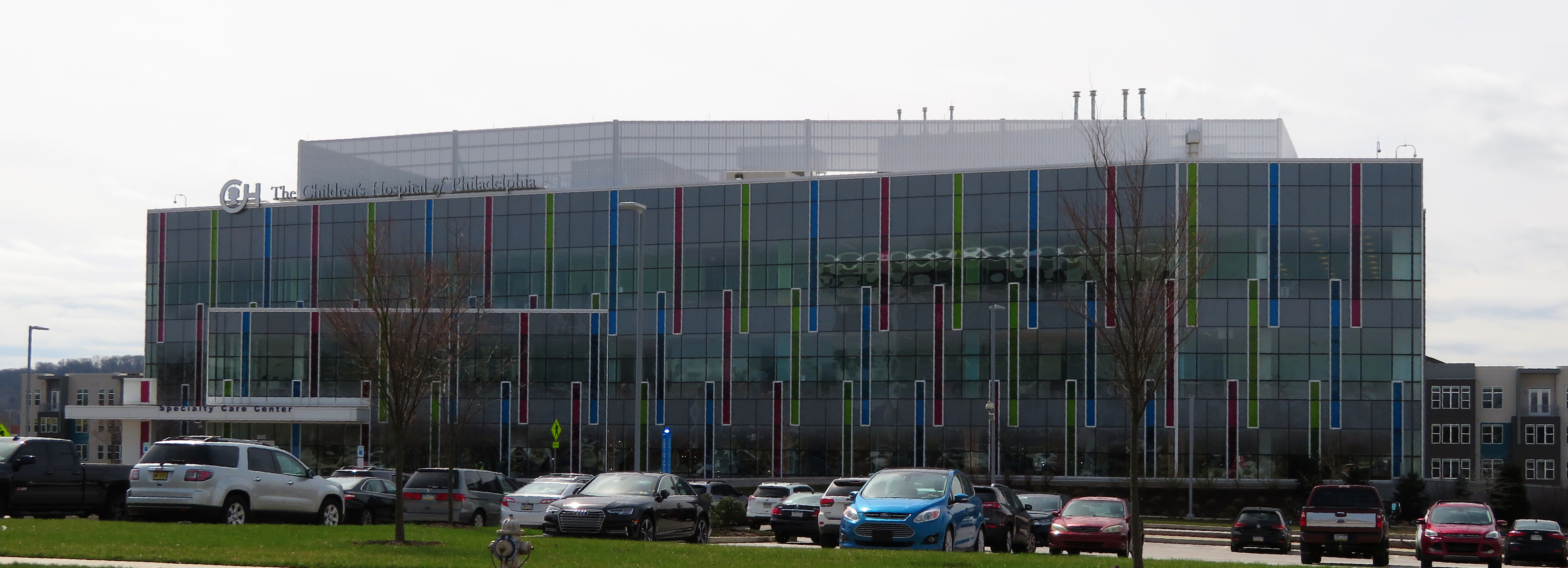
مركز الرعاية المتخصصة للمرضى الخارجيين في حرم ملك بروسيا (بنسلفانيا)

في يونيو 2018، أعلنت مستشفى فيلادلفيا للأطفال عن خططها لبناء فرع ثانٍ للمستشفى في ملك بروسيا، بولاية بنسلفانيا؛ وكان يتوقع أن يبلغ تكلفته 298 مليون دولار، ويتألف من سبعة طوابق ومساحة 250,000 قدم مربع (23,000 متر مربع)، وستكون السعة 52 سريرًا، مع إمكانية التوسع لتصل إلى 108 سريرًا. في سبتمبر 2019، قامت شركة البناء السويدية سكانسكا بالبدء في بناء المبنى الجديد. بُني المستشفى الجديد بجوار مركز مستشفى فيلادلفيا للأطفال للرعاية المتخصصة والجراحة الخارجية. وفي أعقاب جائحة كوفيد 19 في عام 2020، أعلن مسؤولو مستشفى فيلادلفيا للأطفال أنهم يفكرون في إضافة أسرة إلى المساحة الفارغة لتصل إلى 108 سريرًا. افتتح المستشفى في 26 يناير 2022.
في 8 نوفمبر 2021، أعلن عن تلقي مستشفى فيلادلفيا للأطفال تبرعًا كبيرًا من رجل الأعمال المحلي ستانلي ميدلمان، مما دفع المستشفى إلى تسمية الفرع الجديد في حرم جامعة كينغ أوف بروسيا الجديد باسم "جناح عائلة ميدلمان".
يحتوي المستشفى على 52 سريرًا مع مساحة مخصصة للتوسع المستقبلي.
- 16 سريراً للعناية المركزة للأطفال
- 36 سرير وحدة جراحية طبية
- قسم طوارئ الاطفال

### مركز برينستون الطبي

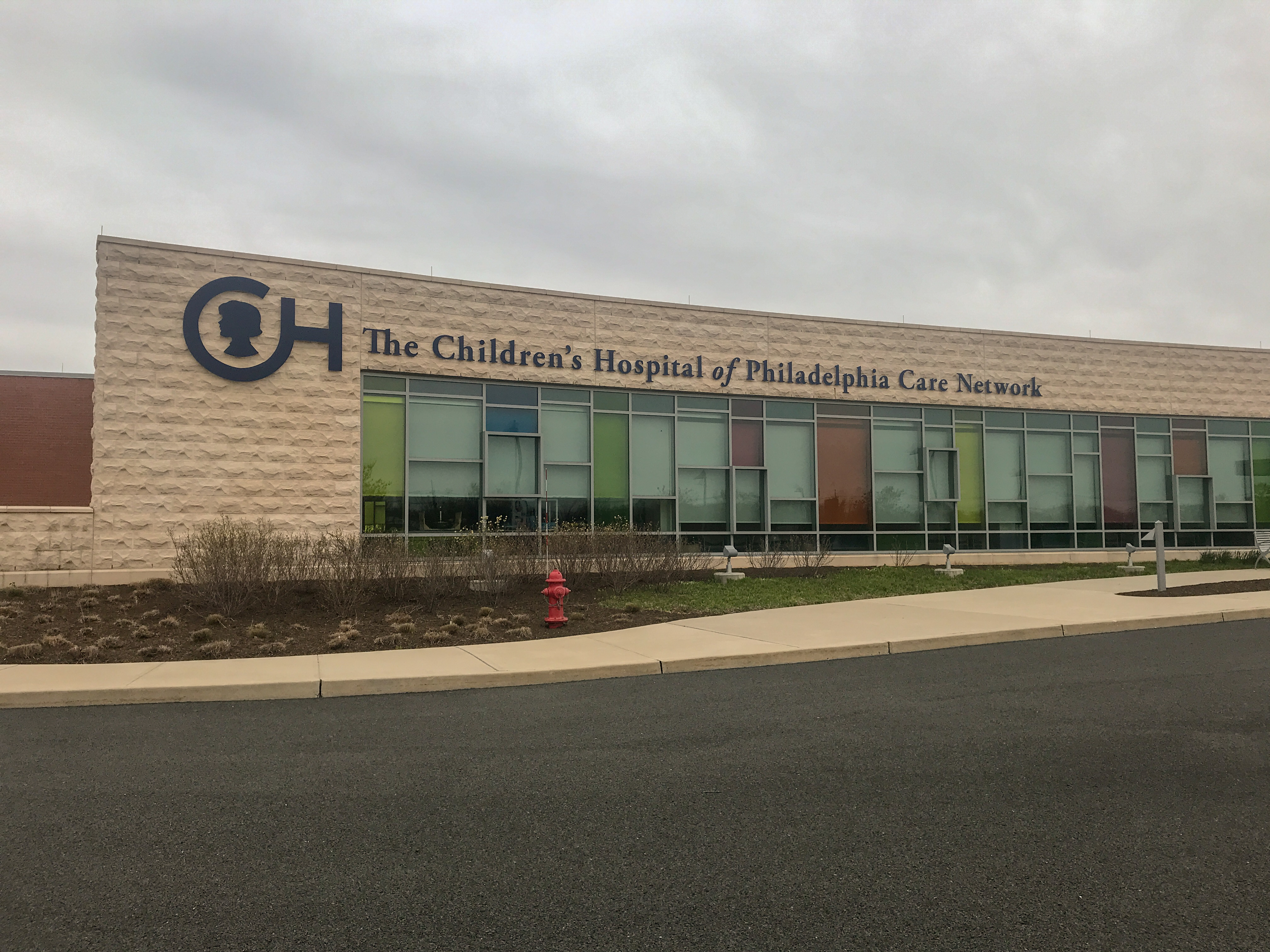
مركيلادلفيا للأطفل التخصصي في مركز بن ميدسين برينستون الطبي

يقدم أطباء من مستشفى أطفال فيلادلفيا الرعاية الطبية لمركز برينستون الطبي التابع لجامعة بنسلفانيا (PMC) في أقسام الرعاية الطبية للأطفال في المرضى الداخليين، وقسم الطوارئ الطبي للأطفال، ومركز الرعاية التخصصية للأطفال. وبجوار المركز الطبي يوجد مركز فيلادلفيا للتخصص الطبي الذي يعالج الرضع والأطفال والمراهقين والشبان حتى سن 21 عامًا.

### مستشفى جامعة القديس بطرس

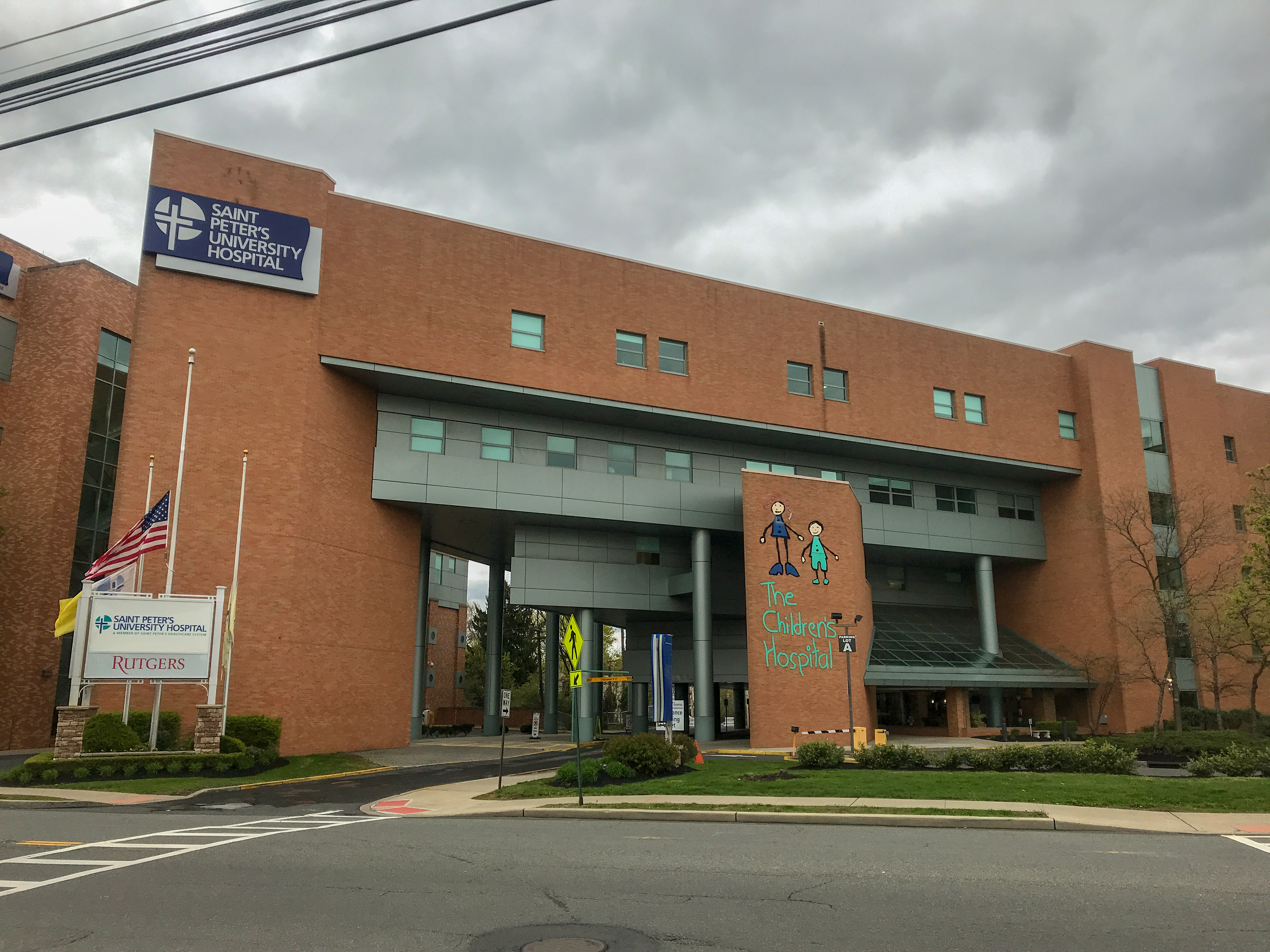
جناح الأطفال في مستشفى جامعة سانت بيترز

بالإضافة إلى جميع مراكز العيادات الخارجية والمستشفيات ومكاتب الرعاية الأولية الخاصة بهم، يحتفظ مستشفى أطفال فيلادلفيا أيضًا بتواصل مع مستشفى جامعة سانت بيتر في ولاية نيوجيرسي. تجرى جميع الرعاية القلبية للأطفال في مستشفى أطفال في سانت بيتر من قبل أطباء مرتبطين بمستشفى أطفال فيلادلفيا، وعادةً ما تنقل الحالات المعقدة إلى المستشفى.

## حول المستشفى

### خدمات
لدى مستشفى فيلادلفيا للأطفال برنامج لأورام المراهقين والشباب البالغين حتى سن 30 عامًا لتلقي العلاج من السرطان.

### استوديوهات سيكريست
استوديوهات سيكريست (المعروفة سابقًا باسم "ذا فويس") في مستشفى أطفال فيلادلفيا هي محطة إذاعية ومركز وسائط متعددة على شبكة مغلقة. يقع الاستوديو في الردهة الرئيسية ويوفر للأطفال الصغار داخل مستشفى أطفال فيلادلفيا وسيلة للمشاركة في أنشطة تتعلق بالراديو والتلفزيون ووسائط الإعلام الجديدة، بدءًا من البث مثل الدي جي وتشغيل أغانيهم المفضلة إلى مشاهدة فنانين يقدمون عروضًا حية وإجراء مقابلات مع الشخصيات الشهيرة.

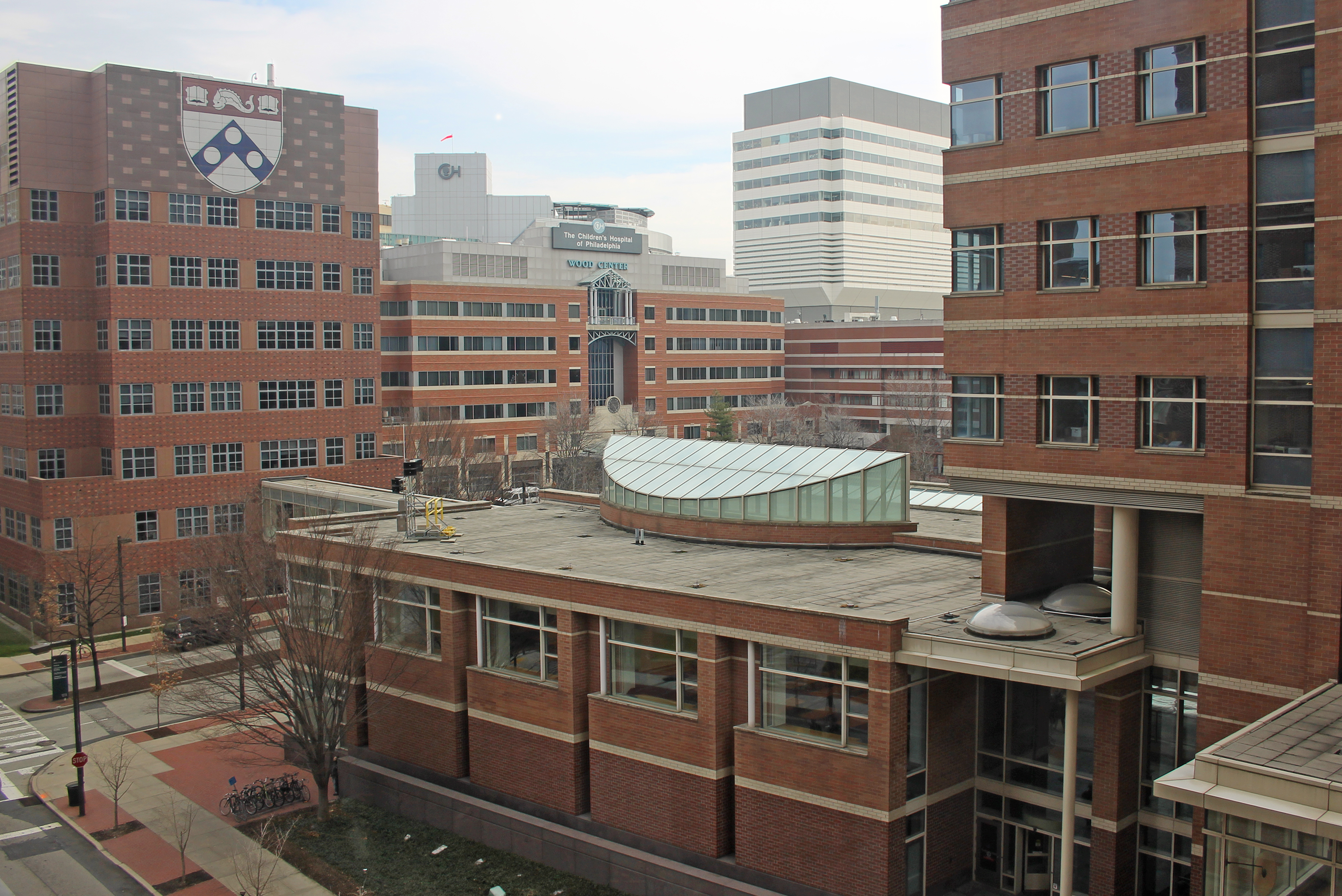
المرافق البحثية والطبية في كلية الطب بجامعة بنسلفانيا ومستشفى فيلادلفيا للأطفال

رسالة برامج واستوديوهات سيكريست في مستشفى أطفال فيلادلفيا هي بناء مراكز وسائط البث، تحمل اسم "استوديوهات سيكريست"، داخل المستشفى للمساعدة في عملية الشفاء. يحصل المرضى على وصول إلى الراديو والتلفزيون ووسائط الإعلام الجديدة. افتتح استوديوهات سيكريست في يوليو 2011 وهو ثاني مركز إعلامي افتتح بعد الانتهاء من المركز الأول في نوفمبر 2010 في مركز الرعاية الصحية للأطفال في أتلانتا بولاية جورجيا. اختار سيكريست مستشفى أطفال فيلادلفيا لأنه مركز للبحث الطبي للأطفال ويركز على تطوير برامج تثري الرفاه العاطفي لكل مريض.
استوديوهات سيكريست تمنح الأطفال فرصة إجراء مقابلات مع المشاهير ومشاهدة عروض حية. وكانت العديد من الشخصيات الشهيرة ضيوفاً في استوديوهات سيكريست، بما في ذلك: سيلينا جوميز (التي عُيِّنت أيضًا سفيرة للمؤسسة في إبريل 2012)،  سي لو جرين ، كاري أندروود ، ذا فراي ، آدم ليفين ، 5 ثواني من الصيف ، تايلور سويفت ، جوليان . هوغ، جايسون ديرولو, فريق عمل The Maze Runner,، هوت شيل راي، عمدة فيلادلفيا مايكل ناتر، فلوريدا جورجيا لاين، آر5، أوستن ماهون، وريكستون.

### منزل رونالد ماكدونالد
منزل فيلادلفيا رونالد ماكدونالد كان أول فرع لجمعية رونالد ماكدونالد هاوس الخيرية ويقع الآن عند شارع 39 وشارع تشستنت في ويست فيلادلفيا. افتتح المنزل بمساعدة مدير فيلادلفيا إيجلز، جيمي موراي، وأطباء الأورام الأطفال في مستشفى فيلادلفيا للأطفال، الدكتورة أودري إيفانز والدكتور ميلتون 'ميكي' دونالدسون. في أوائل سبعينيات القرن الماضي، رأت إيفانز ودونالدسون العائلات تقضي ليالٍ متتالية في المستشفى بينما يتلقى أطفالهم الرعاية الطبية. كانت تعلم أنه يجب أن يكون هناك طريقة أفضل وتصورت منزلًا يمكن للعائلات الإقامة فيه. في نفس الوقت، كان نادي فيلادلفيا إيغلز يجمع التبرعات لدعم ابن لاعبه، فريد هيل، الذي كان يحارب مرض سرطان الدم. في عام 2006، افتتح أول غرفة أسرة رونالد ماكدونالد في مستشفى فيلادلفيا للأطفال في وحدة الأورام.

### بحث
بالإضافة إلى مرافقها السريرية وبرامجها، تدعم مستشفى فيلادلفيا للأطفال (CHOP) العديد من برامج البحث والمرافق الأساسية المخصصة. افتتح أول مختبر لها في عام 1922، وتشمل إسهامات علما المستشفى، تطوير علاج جيني لضمور العين الخلقي لليبر (Luxturna)، ولقاحات مضادة للفيروسات مثل لقاح السعال الديكي الذي أشير إليه، ونموذج جديد لتقديم علاجات العلاج الجيني لاضطرابات الدم. تعمل مست في فيلادليا للأطفال على الأبحاث في مجالات مثل سرطان الأطفال، والتوحد، واضطرابات الميتوكوندريا، والعديد من الأمراض والحالات الأخرى، وتواصل التوسع لتشمل مختبرات ومراكز جديدة باستمرار (مثل مركز الابتكار في جراحة الوجه والجمجمة، الذي افتتح في عام 2022 بإدارة إيريك لياو).

## الجوائز
صنفت مستشفى فيلادلفيا للأطفال باستمرار ضمن أفضل المستشفيات للأطفال من قبل مجلة يو. إس. نيوز آند وورلد ريبورت. يجري نشر تصنيف مفصل للمرافق الطبية للأطفال في الولايات المتحدة في العدد المستقل الأول من "أفضل مستشفيات الأطفال في أمريكا" الذي تصدره المجلة.
في عام 2020، صنّف مستشفى فيلادلفيا للأطفال في المركز الثاني على مستوى الوطن والمركز الأول في ولاية بنسلفانيا في تصنيف مجلة يو. إس. نيوز آند وورلد ريبورت لأفضل مستشفيات الأطفال.
في عام 2021، صنفت المستشفى على أنها ثاني أفضل مستشفى للأطفال في الولايات المتحدة من قبل يو. إس. نيوز آند وورلد ريبورت. في قائمة شرف المنشورات.
| تخصص                                                 | الرتبة (في الولايات المتحدة) | النتيجة (من 100) |
| ---------------------------------------------------- | ---------------------------- | ---------------- |
| طب حديثي الولادة                                     | 3                            | 91.7             |
| سرطان الأطفال                                        | 7                            | 94.7             |
| أمراض القلب وجراحة القلب للأطفال                     | 7                            | 80.0             |
| مرض السكري والغدد الصماء لدى الأطفال                 | 1                            | 100.0            |
| أمراض الجهاز الهضمي وجراحة الجهاز الهضمي لدى الأطفال | 1                            | 100.0            |
| أمراض الكلى عند الأطفال                              | 4                            | 96.2             |
| طب الأعصاب وجراحة الأعصاب للأطفال                    | 2                            | 98.6             |
| جراحة العظام للأطفال                                 | 3                            | 95.4             |
| أمراض الرئة وجراحة الرئة لدى الأطفال                 | 2                            | 98.2             |
| طب المسالك البولية للأطفال                           | 2                            | 96.5             |

## روابط خارجية
- بعد الإصابة- مستشفى الأطفال في فيلادلفيا